# 333138 Bellabrodbeck
333138 Bellabrodbeck è un asteroide della fascia principale interna. Scoperto nel 2007, presenta un'orbita caratterizzata da un semiasse maggiore pari a 2,316385 UA e da un'eccentricità di 0,178086, inclinata di 10,791090° rispetto all'eclittica.
Juliette Isabella “Bella” Brodbeck è un'analista geospaziale americana specializzata nel telerilevamento delle superfici degli asteroidi. Ha eseguito analisi di pericolosità basate su immagini di 101955 Bennu per la missione OSIRIS-REx e ha contribuito allo sviluppo, sponsorizzato dalla NASA, di mosaici di immagini globali per 101955 Bennu ed 433 Eros.